# The Rape of the Lock
The Rape of the Lock este un fals poem eroic (mock-heroic poem) scris de poetul și eseistul englez Alexander Pope, prima dată publicat în 1712 în două părți (sau canto) și republicat în 1714 într-o variantă extinsă conținând, de data aceasta, o versiune extinsă în cinci părți (sau canto).
Poemul a fost scris în urma unui incident în care au fost implicați doi din prietenii lui Pope. Arabella Fermor și Lord Petre, însoțitorul acesteia, erau amândoi din familii aristocratice catolice într-o perioadă în care catolicismul era legal proscris. Petre, care între timp se îndrăgostise de Arabella, i-a tăiat acesteia, fără știrea ei, o șuviță de păr pe care a ținut-o ca pe ceva scump și drag lui. Dând de știre, Arabella și familia acesteia au avut o reacție care a creat o răceală între cele două familii. Pope a scris poemul la cererea unor prieteni într-o încercare de a-i „uni prin râs” pe cei doi. Pope o reconfigurează pe Arabella ca Belinda și introduce un întreg sistem de „Silfi”, spirite protectoare ale fecioarelor, o versiune de parodie a zeilor și zeițelor ale epicului convențional. Pope satirizează o ceartă nesemnificativă prin a o compara cu lumea epică a zeilor.
Pope ar putea să fi criticat reacțiile de amploare ale societății contemporane față de lucruri neînsemnate.
What dire offence from am'rous causes springs,
What mighty contests rise from trivial things
— Canto I
Dar pe când a descrie prețiozitatea societății contemporane din punct de vedere epic suprapune ironic extrema trivialitate a situației cu mai grav aparentele situații ale eroilor epici, este de asemenea posibil ca Pope să fi inferat că, în limitările contemporanei Beau Monde, era la fel de eroic, de exemplu, ca o femeie să aibă succes în viață prin a se mărita „bine” sau pentru un însoțitor să își atingă scopurile.
Umorul poemului constă în poziționarea acestei „furtuni” într-un ceainic al vanității cu o elaborată, formală structură verbală a unui poem epic. Când Baronul, de exemplu, intenționează să taie mănunchiul de păr, Pope zice:
The Peer now spreads the glittering Forfex wide,
T' inclose the Lock; now joins it, to divide.
Ev'n then, before the fatal Engine clos'd,
A wretched Sylph too fondly interpos'd;
Fate urged the Sheers, and cut the Sylph in twain,
(But Airy Substance soon unites again)
The meeting Points the sacred Hair dissever
From the fair Head, for ever and for ever!
— Canto III
Pope a utilizat imagini de bătălie eroice, epice pentru a descrie foarfecele unei doamne, deci satirizând natura ridicolă a întregii situații. Natura inutilă și transientă a „Silfilor” este descrisă aici. Unul, tăiat în două de „mașinăria fatală” este nevătămat.